# Beedenbostel
Beedenbostel est une commune de l'arrondissement de Celle (Land de Basse-Saxe, Allemagne).

## Géographie
Beedenbostel est situé à l'est de Celle, près du Parc naturel de Südheide. La commune appartient au Samtgemeinde Lachendorf dont le siège à Lachendorf. L'Aschau (de) se jette ici dans la Lachte (de), un affluent de l'Aller.

## Histoire
La première mention de Beedenbostel dans un document date de 1051, une succession qu'arbitre Henri III du Saint-Empire et que confirme Henri IV le 3 juillet 1057.
Après la mort de Henri XII de Bavière en 1195, Beedenbostel demeure dans le duché de Saxe déchu.

### Blason
Le blason est divisé en deux et encore divisé en deux en bas. En haut, il y a une tour rouge avec deux fenêtres noires dont une en forme de croix latine sur un fond doré ; en bas, à droite, sur un fond rouge, un cheval argenté et à gauche, une feuille de chêne et deux glands.

## Culture et attractions
- L'église Saint-Martin, construite en 1735 par Johann Pflug, sur un autre bâtiment. Le clocher en bois est plus ancien.
- L'usine actuelle est construite sur l'Aschau en 1905 après un incendie qui détruisit le premier bâtiment mentionné en 1620. Elle fut en fonctionnement jusqu'en 1920. Aujourd'hui, la roue à eau actionne un générateur électrique.
- L'ancienne pharmacie est inscrite au registre des monuments du gouvernement du district de Lunebourg.

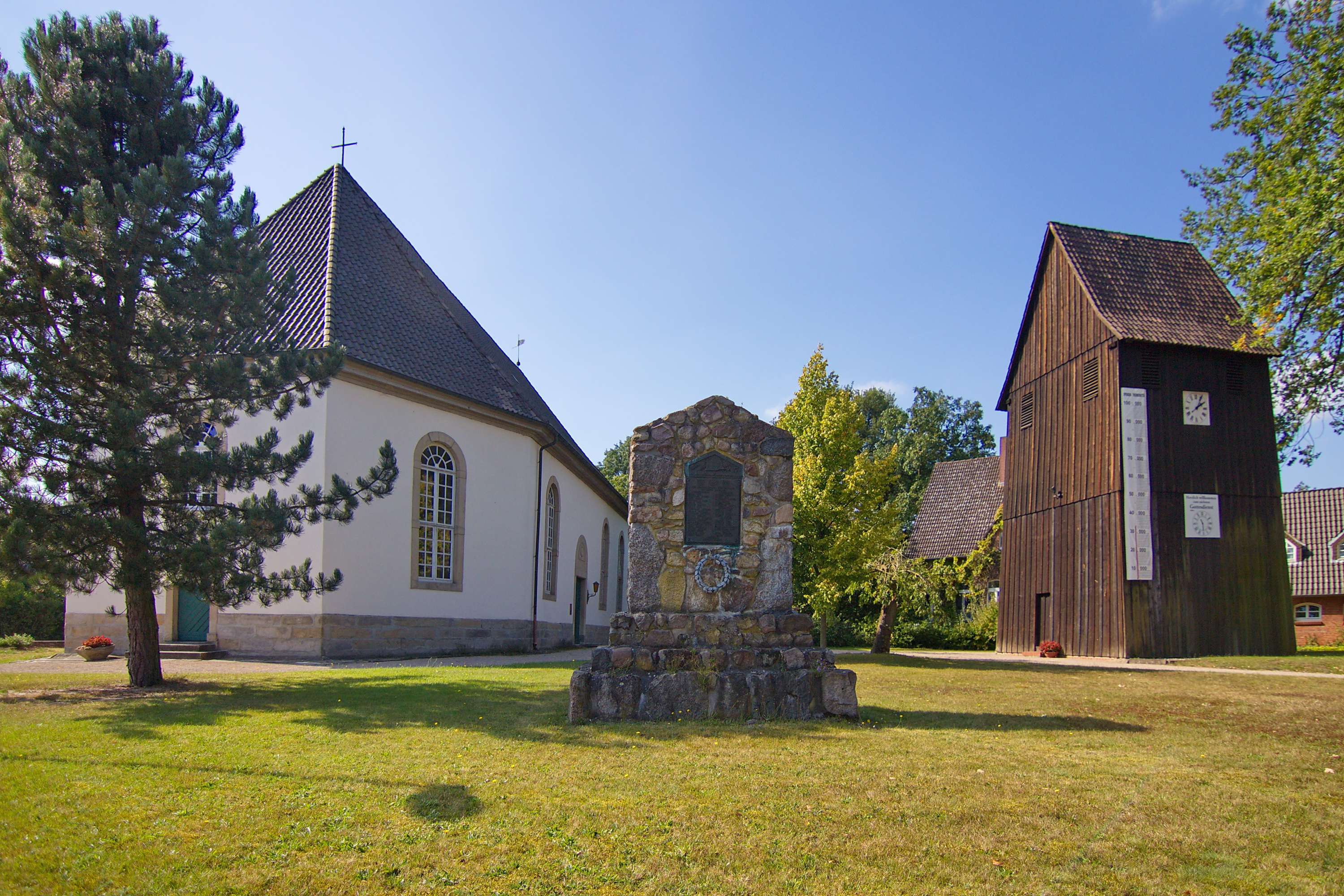
L'église Saint-Martin et le clocher en bois.
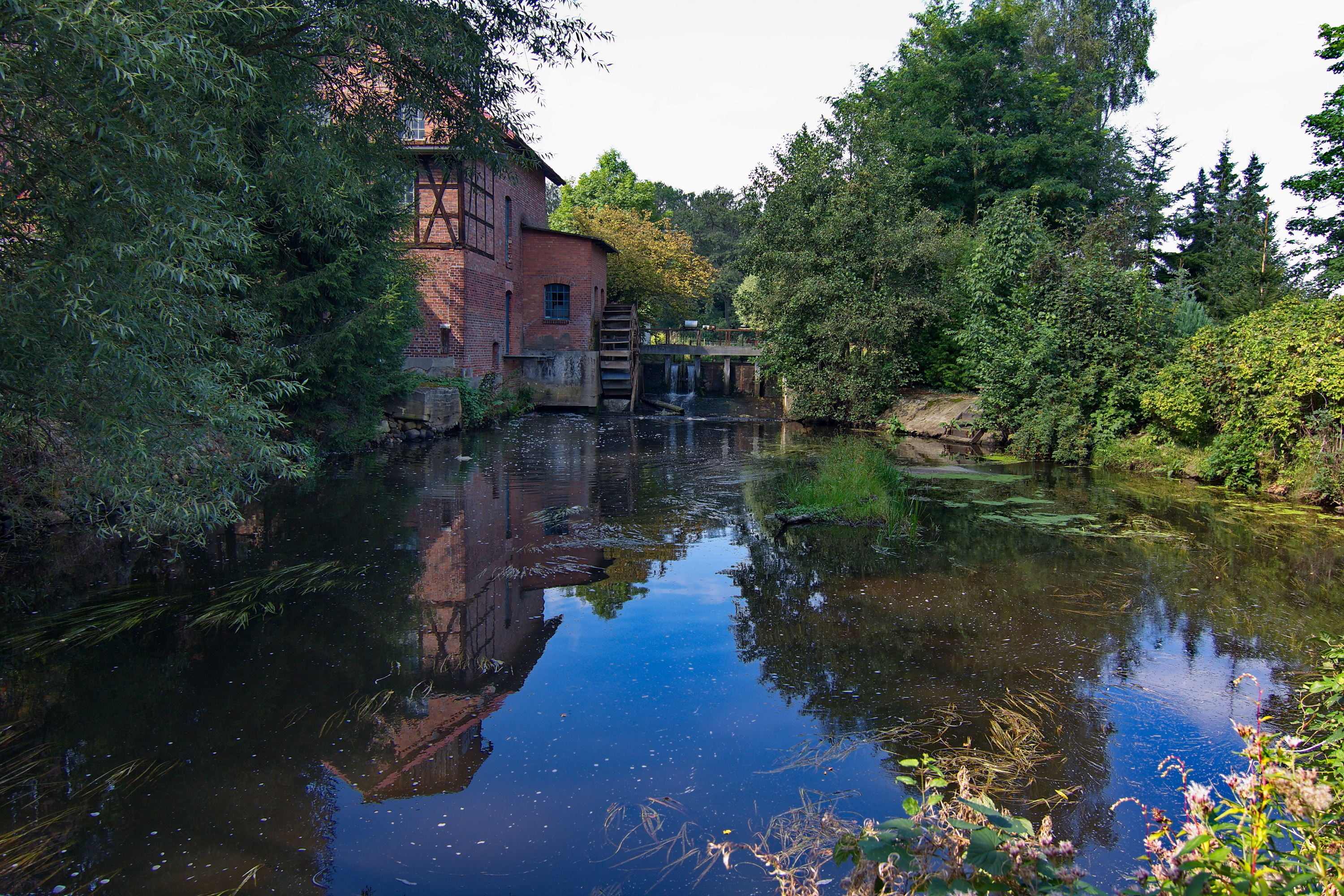
L'ancien moulin à eau.
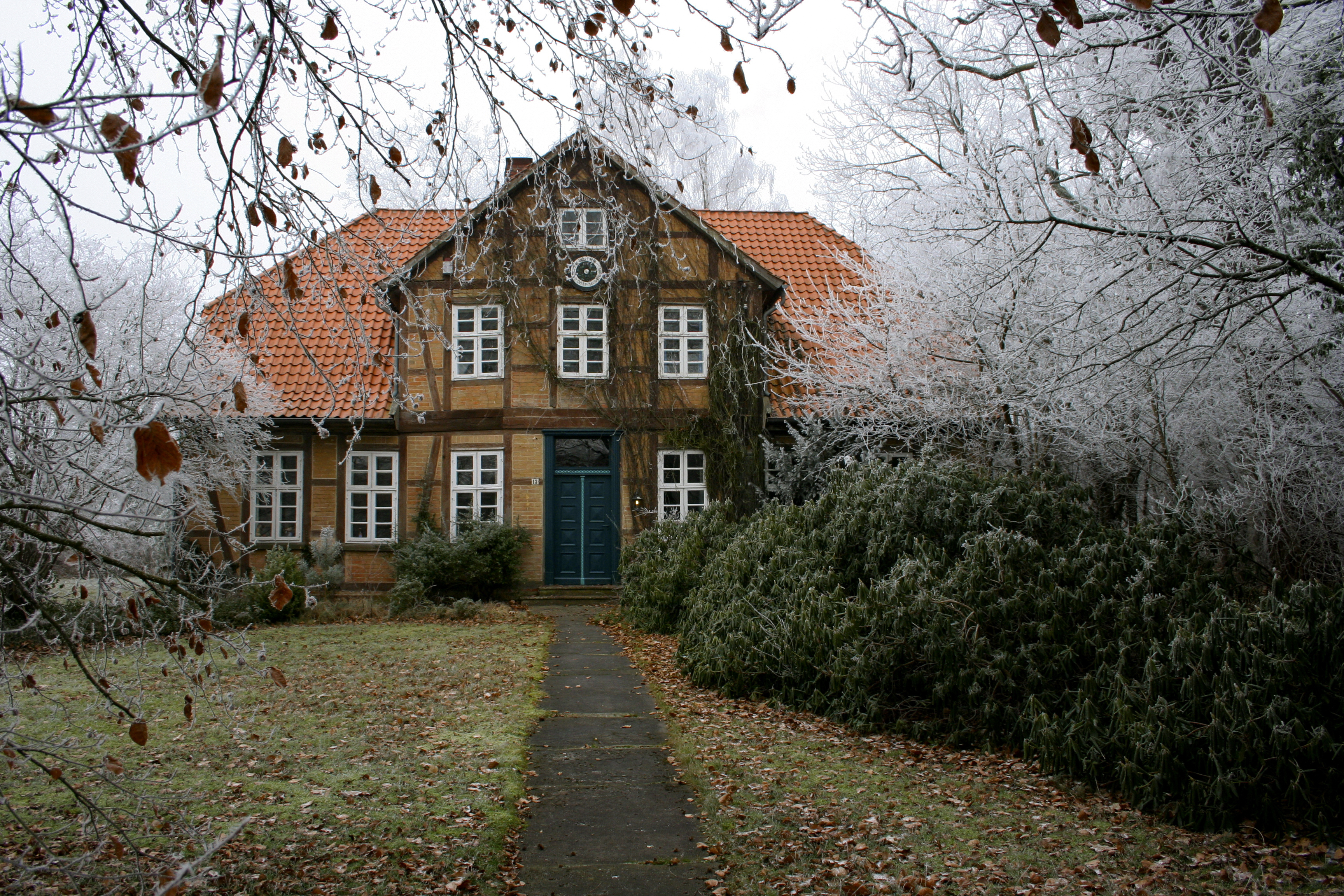
L'ancienne pharmacie.

## Économie et infrastructures
- Beedenbostel est proche des Bundesstraßen 191 et 214.
- Elle est traversée par une ligne de chemin de fer gérée par les Osthannoversche Eisenbahnen (de). Elle n'a pas d'arrêt.

## Source, notes et références
- (de) Cet article est partiellement ou en totalité issu de l’article de Wikipédia en allemand intitulé « Beedenbostel » (voir la liste des auteurs).